# Логор Крушчица
Крушчица је био усташки логор за Србе и Јевреје у селу Крушчица (на подручју општине Витез) у Витезу, у тадашњој окупациној зони Независне Државе Хрватске.
Овај усташки логор је основао усташки повратник из емиграције Мијо Бабић, звани Ђовани. Логор је основан у јуну 1941, највећи број логораша је доведен у августу, а распуштен у септембру 1941, када је Италија проширила своју окупациону зону до Карловца. Након затварања комплекса усташких концентрационих логора Госпић-Јадовно-Паг, око 23. септембра 1941., у овај логор су марвеним вагонима преко Јастребарског, стигле и преживјеле заточенице (углавном Јеврејке са дјецом) из логора Метајна на острву Пагу. По наређењу Вјекослава Макса Лубурића, усташе су прије доласка италијанске војске преживјеле логораше премјестиле у систем усташких логора смрти Јасеновац (Крапје), и у логор Лоборград.
| „                                                       | У Крушчици код Травника управа не само да није одржавала чистоћу, него је бранила женама да перу своје рубље. Барака, недовршена, прокишњавала је над подом од земље. Жене су давале деци стабљике од кукуруза, а љуске од кромпира и лишће од тикве и купуса пекле су за јело. Оне су морале да се бране од напаствовања усташа и легале по својим кћерима да их тако сакрију и заштите од силовања. | ” |
| — Босиљка Радан, домаћица из Стоца и још 28 свједокиња. | |   |